# ديمان (إيران)
ديمان هي قرية في مقاطعة نير، إيران. يقدر عدد سكانها بـ 353 نسمة بحسب إحصاء 2016.